# Dom DeLuise
Dominick DeLuise (Brooklyn, 1933. augusztus 1. – Santa Monica, 2009. május 4.) amerikai színész, humorista, rendező, producer, szakács és író. Elsősorban komikus előadásairól ismert, az 1970-es években televíziós varietéműsorok gyakori vendégeként vált híressé. Ismertnek számít Mel Brooks és Gene Wilder filmjeiben való közreműködése miatt, valamint a Burt Reynoldsszal való együttműködések és fellépések sorozata miatt. Az 1980-as évektől kezdve népszerűsége a fiatalabb közönségre is kiterjedt, mivel több nagynevű animációs produkcióban, különösen Don Bluth filmjeiben is megszólaltatta a karaktereket.

## Élete
DeLuise a New York-i Brooklynban született olasz-amerikai szülők, Vincenza "Jennie" (született DeStefano) házvezetőnő és John DeLuise közalkalmazott (szemétszállító) gyermekeként. Három gyermek közül ő volt a legfiatalabb, egy bátyja, Nicholas "Nick" DeLuise, és egy nővére, Antoinette DeLuise-Daurio volt. DeLuise a manhattani High School of Performing Arts-ban végzett, majd a Massachusetts állambeli Medfordban a Tufts Egyetemre járt, ahol biológia szakot tanult. DeLuise római katolikus volt, és különösen tisztelte Szűz Máriát.

## Magánélete
1964-ben, amikor a Massachusetts állambeli Provincetownban egy színházban dolgozott, DeLuise megismerkedett Carol Arthur színésznővel. 1965-ben házasodtak össze, és három fiuk született, akik mind színészek: Peter, Michael és David DeLuise.

## Halála
DeLuise veseelégtelenségben halt meg 2009. május 4-én a kaliforniai Santa Monica-i Saint John's Health Centerben, 75 éves korában. Halála előtt több mint egy évig küzdött a rákkal, emellett magas vérnyomásban és cukorbetegségben is szenvedett.
Burt Reynolds a Los Angeles Timesnak nyilatkozva tisztelgett Deluise előtt: „Ahogy egyre öregszel, és elkezded elveszíteni azokat, akiket szeretsz, egyre többet gondolsz erre, rettegtem ettől a pillanattól. Dom mindig jobb kedvre derített, amikor a közelemben volt, és soha többé nem lesz hozzá hasonló.” Mel Brooks ugyanennek a lapnak nyilatkozott, és elmondta, hogy DeLuise „annyi örömet és nevetést okozott a forgatásokon, hogy az ember nem tudta befejezni a munkáját. Ezért minden alkalommal, amikor Dommal forgattam egy filmet, még két napot beiktattam a naptárba, csak a nevetések miatt. Ez egy szomorú nap. Nehéz belegondolni ebbe az életbe és ebbe a világba nélküle.”

## Filmográfia
- 1990: Csőre töltve